# Sereine
Die Sereine ist ein Fluss in Frankreich, der im Département Ain in der Region Auvergne-Rhône-Alpes verläuft. Sie entspringt im Gemeindegebiet von Saint-André-de-Corcy, entwässert zunächst Richtung Südost durch die südlichen Ausläufer der seenreichen Landschaft Dombes, erreicht bei Montluel das Rhônetal, schwenkt hier auf Südwest und mündet nach insgesamt rund 25 Kilometern im Gemeindegebiet von Beynost als rechter Zufluss in den Canal de Miribel, einen derzeit nicht schiffbaren Abkürzungskanal der Rhône im Nordosten des Großraums von Lyon.

## Orte am Fluss
- Saint-André-de-Corcy
- Sainte-Croix
- Montluel
- La Boisse
- Beynost